# Персијска мачка
Персијска мачка (персијски - گربه ایرانی) је једна од најстаријих раса домаћих мачака. Почетком 20. века постала је једна од најпопуларнијих чистокрвних мачака и најзаступљенијих раса на изложбама.
Персијска мачка се сматра најмирнијом расом, толерантном према другим мачкама и вернa власнику. Длака је дугачка и густа и захтева свакодневно одржавање, јер недовољна нега доводи до запетљавања длаке и проблема на кожи.
Персијска, егзотична краткодлака, чинчила и хималајска мачка су идентичне у погледу стандарда тела, а разликују се у дужини и боји длаке. Персијска мачка је дугодлака и нема поинт ген, за разлику од хималајске код које је присутан.

## Понашање
Персијску мачку обично описују као тиху мачку. Обично мирна, она се добро прилагођава животу у стану. Хималајке су генерално активније због утицаја сијамских особина. У истраживању које је упоређивало перцепцију мачака од стране власника, Персијанци су добили више оцене него мешанци када је реч о блискости и привржености власницима, љубазности према странцима, чистоћи, предвидљивости, вокализацији и избирљивости у односу на храну. 

## Дужина живота
Дужина живота персијских мачака варира у зависности од земље у којој живе. Према подацима о осигурању кућних љубимаца из Шведске, просечна дужина живота мачака из персијске групе (персијске, шиншиле, хималајске и егзотичне) износи нешто више од 12,5 година, док већина мачака живи до 15 година. 76% представника ове групе живело је 10 година и више, а 52% — 12,5 година и више. Истраживање из 2015. године, које је проучавало податке ветеринарских клиника из Енглеске, показало је просечну дужину живота од 14,1 годину. Истраживање из 2024. године, спроведено у Великој Британији, показало је да је очекивани животни век персијских мачака 10,93 године (9,63–12,23) у поређењу са укупним показатељем од 11,74 године (11,61–11,87).

## Популарност
Ово је једна од најстаријих раса мачака и улази у топ 10 најпопуларнијих широм света. Године 2008. персијска мачка била је најпопуларнија раса чистокрвних мачака у Сједињеним Државама. У Великој Британији (GCCF) број регистрација је опао од почетка 1990-их, и 2001. године персијска мачка је уступила прво место британској краткодлакој. На основу података из 2012. године, ово је била 6. по популарности раса после британске краткодлаке, рагдол, сијамске, мејн-кун и бирманске.  У Француској персијска мачка је једина раса чија је регистрација опала у периоду од 2003. до 2007. године, опавши више од четвртине. 
Према подацима о регистрацији CFA, најпопуларније боје су сил-поинт, блу-поинт, флам-поинт и хималајски корњачасти поинт, затим црно-бела, сенчено сребро и каликин.

## Настанак расе
Порекло персијске мачке није познато. Сматра се да потичу из средње Азије, а први пут се јављају у Европи у 18. веку, иако има података да се у Италији постојала у 16. веку. 
Први пут је приказана на изложби 1871. године у Енглеској. Краљица Викторија је имала плаве персијанере, што је допринело популарности ове расе. У Америци први пут су приказане 1895. године.
Иако је раса позната преко 200 година, службена земља порекла данас је Уједињено Краљевство, где је добила стандард крајем 19. века.

## Карактеристике
Тело персијске мачке је крупно и мишићаво, има јаке кости и изузетне мишиће. Глава је округла и широка. Очи су велике и широко постављене, a боја зависи од боје длаке. Уши су мале, облог врха и широко постављене. Реп је пропорционалан телу и пун, без ломова. Предње ноге су кратке и праве. Шапе су велике, округле, са чуперцима длака између јастучића. Вилица је широка и снажна, са правилним загризом. Нос је широк колико и дугачак, са врхом у висини доњег очног капка.

## Одржавање крзна
Персијска мачка има густу, вунасту поддлаку, због чега може доћи до запетљавања. Уколико се длака замрси не може се више четкати, већ се мора исећи. Персијанере треба и купати, јер се чиста длака мање мрси. 